# Hyphoderma leptaleum
Hyphoderma leptaleum är en svampart som först beskrevs av Ellis & Everh., och fick sitt nu gällande namn av Ginns 1992. Hyphoderma leptaleum ingår i släktet Hyphoderma och familjen Meruliaceae.   Inga underarter finns listade i Catalogue of Life.